# Xavier Aguado i Companys
Xavier Aguado i Companys (Badalona, 6 de juny de 1968), és un futbolista català, ja retirat, que va desenvolupar la major part de la seva carrera futbolística al Reial Saragossa. El seu fill, Marc Aguado, també és futbolista.

## Trajectòria
Nascut a Badalona, es va formar futbolísticament al Centre Cultural Esportiu Tiana. Inicialment va jugar a segona divisió, primer al Club de Futbol Badalona (1987-88) i després al Centre d'Esports Sabadell (1988-90). L'estiu de 1990 va ser cedit al Reial Saragossa, aprofitant l'avinentesa que Aguado realitzava el servei militar a la capital aragonesa.
L'entrada al club aragonès li va permetre debutar a primera divisió la temporada de 1990-91. Ben aviat va esdevenir fixe com a defensa central i des d'aleshores ençà va romandre com a jugador del mateix equip, fins a la seva retirada la temporada de 2002-2003, quan el Saragossa es trobava en segona divisió.
Va ser durant diverses temporades capità de l'equip i va guanyar la Copa del Rei dues vegades (1994 i 2001) i la Recopa d'Europa (1995), essent qui les va sostenir en les victòries. L'any 2000 va superar la marca de partits jugats per qualsevol jugador del club, al superar els 400 partits, un rècord que tenia l'històric José Luis Violeta. En acabar la seva trajectòria, havia jugat 473 partits oficials i marcat 29 gols. El 2002, el Reial Saragossa va retre-li homenatge i va lliurar-li una placa commemorativa com el jugador amb més partits jugats de la història del club.
D'altra banda, va ser jugador de la selecció catalana des de 1993 a 2001). El 2013 va entrar a formar part del cos tècnic de la mateixa selecció.